# Université du Massachusetts à Dartmouth
L'université du Massachusetts à Dartmouth (en anglais : University of Massachusetts Dartmouth, UMass Dartmouth ou UMassD) est une université américaine située à Dartmouth dans le Massachusetts.